# Gas City
La ville de Gas City est située dans le comté de Grant, dans l’État de l’Indiana, aux États-Unis. Sa population s’élevait à 5 965 habitants lors du recensement de 2010, estimée à 5 874 habitants en 2016.

## Histoire
La ville a été fondée en 1867 sous le nom Harrisburg, et est devenue une ville champignon quand du gaz naturel a été trouvé dans son sous-sol en 1887. Elle a été renommée Gas city en 1892.

## Source
- (en) Cet article est partiellement ou en totalité issu de l’article de Wikipédia en anglais intitulé « Gas City, Indiana » (voir la liste des auteurs).

1. ↑  Gas City History". City of Gas City, IN.